# Atentados de Surabaya de 2018
Los atentados contra las iglesias de 2018 en Surabaya fueron una serie de ataques terroristas contra la minoría cristiana que ocurrieron el domingo 13 de mayo de 2018 en tres iglesias en Surabaya, la segunda ciudad más grande de Indonesia. Las explosiones tuvieron lugar en la iglesia católica María Inmaculada (Gereja Katolik Santa Maria Tak Bercela, SMTB) en la calle Ngagel Madya, la iglesia cristiana protestante de Indonesia (Gereja Kristen Indonesia, GKI) en la calle Diponegoro y la iglesia central evangélica de Pentecostés Surabaya (Gereja Pantekosta Pusat Surabaya, GPPS) en la calle Arjuno. La primera explosión tuvo lugar en la Iglesia SMTB; la segunda y tercera explosiones siguieron dentro de una hora.
Los oficiales de policía declararon que 7 civiles y 6 atacantes suicidas fueron asesinados en los ataques y otros 43 resultaron heridos; varios de los heridos se encontraban en estado crítico. Los ataques ocurrieron pocos días después del enfrentamiento en Mako Brimob en Depok, en el que 5 policías fueron asesinados. Los ataques son el ataque terrorista más mortífero en Indonesia desde los atentados de Bali de 2002. Según las investigaciones oficiales, los terroristas suicidas eran una familia al completo, los padres y sus cuatro hijos, que recibió entrenamiento en Siria.

## Ataques

### Atentados en Iglesias de Surabaya
El primer ataque ocurrió a las 06:30 (UTC + 07: 00) frente a la Iglesia SMTB. Testigos oculares informaron que el ataque ocurrió poco después de la primera misa. Los sobrevivientes declararon que los perpetradores ingresaron inmediatamente a la iglesia sin tomar el boleto de estacionamiento primero. Cuando la gente se reunió en el pasillo, varias personas dijeron que vieron a dos personas que iban en una motocicleta siendo detenidas por agentes de seguridad en la entrada de la iglesia. Poco después, los perpetradores detonaron la bomba. La explosión mató de inmediato a un niño y a un agente de seguridad.
El primer ataque fue grabado por la cámara de seguridad del lugar. En el primer vídeo, los perpetradores, los dos hijos mayores, ingresan en una motocicleta inmediatamente hacia la iglesia sin detenerse. Después, detonaron la bomba. El segundo vídeo mostró la explosión desde una puerta de entrada cercana. En ese momento, la gente estaba saliendo de la iglesia y varios otros entraban al término de la primera misa. Los perpetradores detonaron sus dispositivos cuando fueron detenidos por la seguridad del local. Cuando ocurrió la explosión, varias personas dentro de la iglesia comenzaron a entrar en pánico. Varias personas que vivían cerca confundieron la explosión con un terremoto. Las ventanas de la iglesia se rompieron. Sin embargo, el exterior sufrió un daño mínimo. El edificio ubicado en la entrada fue destruido.
El segundo ataque ocurrió alrededor de las 07:45 en el GKI, ubicándose en la calle Diponegoro. Testigos oculares declararon que los perpetradores eran mujeres con velo y nicab negros. La mayor también llevaba dos bolsas. En el momento del incidente, la madre dirigía a sus dos hijas, que también llevaban velos y nicabs. Testigos oculares declararon que la mujer estaba tratando de ingresar a la iglesia cuando un agente de seguridad repentinamente la bloqueó. Ella se abrazó al oficial de seguridad y detonó la bomba. No mucho después, sus hijas detonaron también sus dispositivos explosivos. Las explosiones se escucharon hasta cinco veces. El guardia de seguridad que intentó detenerlas resultó gravemente herido por la explosión.
El tercer ataque ocurrió en el GPPS, ubicado en la calle Arjuno a las 07:53 WIB. Al menos dos explosiones se escucharon en el tercer ataque, ambas fueron causadas por la detonación de dos artefactos explosivos. La primera explosión se originó desde un automóvil que conducía el padre. Según testigos presenciales, el conductor del automóvil chocó contra la entrada y golpeó los vehículos estacionados frente a la iglesia. En ese momento, la gente se dirigía a sus vehículos en el estacionamiento de la iglesia tras el servicio religioso. La explosión destruyó 5 autos y 30 motocicletas. Dos personas murieron en el ataque, sucumbiendo a sus heridas. Muchos otros fueron heridos en el ataque, varios de gravedad. Otra bomba explotó desde el mismo automóvil. Otras dos bombas fueron descubiertas cerca de la iglesia. La unidad de eliminación de bombas fue enviada para desactivarlas. Según ellos, dos bombas se detonaron con éxito mientras que las otras dos funcionaron mal.
Los servicios de emergencia llegaron aproximadamente dos minutos después del primer ataque. El número de muertos inicialmente era seis. Posteriormente, la Policía Nacional de Indonesia confirmó que un total de 20 personas, incluidos los siete perpetradores, murieron en los ataques. 41 personas resultaron heridas, varias de ellas se encontraban en estado crítico y todas fueron trasladadas a hospitales cercanos. La policía inmediatamente limpió y acordonó el área.

### Explosión fortuita en Sidoarjo
Unas horas más tarde de los atentados en Iglesias de Surabaya, se registró otra explosión en una vivienda situada detrás de una comisaría policial en la ciudad de Sidoarjo. El hecho mató a 3 miembros de otra familia e hirió a otros 2. La policía sospecha que la explosión se debió a una bomba que estalló antes de tiempo con la que la familia pretendía atentar en la comisaría.

### Atentado en la comisaría de Surabaya
El lunes 14 de mayo, alrededor de las 8:50 horas (hora local), una moto bomba estalló frente a la comisaría de Surabaya. Como consecuencia de la explosión, 4 civiles y 6 policías resultaron heridos. En tanto, los cuatro miembros de otra familia terrorista, murieron en la explosión y un miembro más (una niña de ocho años) resultó herida.
Un vídeo grabado por las cámaras de seguridad muestra que la moto con la familia a bordo se mantuvo estacionada durante unos minutos y después estalló. En el vídeo también se ven personas caer heridas.

## Investigaciones
Horas después de los ataques, el Jefe de la Policía Nacional de Indonesia, Tito Karnavian, declaró en una conferencia de prensa que Jamaah Ansharut Daulah, una rama local del Estado Islámico, era el grupo responsable de perpetrar los ataques. El grupo fue responsable de la explosión anterior de una iglesia en Samarinda y también fue culpado de una serie de ataques contra la policía de Indonesia en 2016 y 2017. Luego agregó que, según los relatos de los testigos presenciales, los atacantes probablemente pertenecían a la misma familia. Varias personas afirmaron que antes del segundo ataque, la mujer y sus dos hijas, de 12 y 9 años, fueron dejadas junto al templo por un SUV. El hombre que conducía el SUV era su esposo y padre respectivamente. Luego condujo el SUV y lo metió en el estacionamiento de GPPS, donde ocurrió el tercer ataque. Sus hijos fueron los que conducían la motocicleta en el primer ataque.
Según el informe oficial, los perpetradores acababan de regresar de la "educación" en Siria. La familia, según Tito, estaba entre las 500 personas que fueron vigiladas por el gobierno. La policía identificó a los perpetradores como una familia de seis integrantes: Dita Uprianto (padre), Puji Kuswati (madre), Yusuf Fadil (primer hijo, 18 años), Firman Halim (16 años, segundo hijo), Fadilah Sari (12 años, tercera hija), y Pamela Rizkita (9 años, última hija). Dita fue responsable del tercer ataque donde condujo su SUV cargado con material altamente explosivo para la GPPS. Según la policía, la explosión en el tercer ataque fue la más poderosa. La policía declaró que la mujer era residente de Banyuwangi, una ciudad ubicada aproximadamente a 306 km al sureste de Surabaya.
A través de su Agencia de Noticias Amaq, el Estado Islámico de Irak y el Levante se atribuyó la responsabilidad de los ataques, aunque no proporcionó ninguna prueba de su participación. La Policía Nacional de Indonesia anunció que se utilizaron tres tipos de bombas en los ataques. Según ellos, la bomba en el tercer ataque fue del tipo más explosivo y la más destructiva, lo suficientemente poderosa como para destruir docenas de vehículos y prender fuego a la parte frontal de la iglesia.
Ese tercer ataque fue mediante un coche bomba, mientras que el segundo ataque fue con cinturón-bomba. Las bombas en el segundo ataque fueron atadas a las tres perpetradoras, Puji y sus hijas de 12 y 9 años. Esto fue evidenciado por el examen de sus cuerpos donde un área específica (el área de sus estómagos) se partió debido a la fuerza de la explosión. Los investigadores todavía están tratando de determinar el tipo de bombas que se utilizaron en el primer ataque.
En la noche del 13 de mayo, una casa en Wonorejo Asri en Rungkut, Surabaya, fue asaltada por la policía. Descubrieron 3 bombas altamente explosivas, que luego fueron desactivadas por una unidad de artificieros. En la parte posterior de la casa se descubrieron flechas y un arco. La policía también recuperó varios libros y documentos con fines de investigación.

## Reacciones

### Indonesia

#### Reacciones políticas y de organizaciones
- El presidente Joko Widodo canceló su agenda en Yakarta y fue directamente a Surabaya para revisar la escena y visitar a las víctimas. El Presidente dijo que esta acción es una inhumanidad bárbara y prohibida y afirmó que el terrorismo es un crimen de la humanidad que no tiene nada que ver con ninguna religión. Insistió en que todas las enseñanzas religiosas rechazan la doctrina del terrorismo por cualquier razón.[25]
- El secretario general de la Alianza de Iglesias de Indonesia (PGI), Golmar Gultom " espera que todas las élites políticas no utilicen este incidente como una herramienta política momentánea y la comunidad para detener los comentarios que en realidad nublan la situación". Dijo que la violencia no resolvería el problema y que solo daría lugar a un ciclo de violencia que terminó en destrucción y creía que ninguna religión enseña violencia o asesinato.[26]
- Presidente de la Comisión Dakwah Majelis Ulama Indonesia (MUI) KH Cholil Nafis declaró que el islam prohíbe el uso de bombas para matar a personas inocentes y no justifican los atentados. También dijo que el terrorismo es producto del odio, la apostasía del pensamiento y la crueldad y el impacto de la arrogancia.[27]
- La Junta Ejecutiva de Nadhlatul Ulama (PBNU) condenó enérgicamente los atentados en tres iglesias en Surabaya. En su declaración, la PBNU afirma que todos los actos que usan la violencia en nombre de la religión mediante la difusión del terror, el odio y la violencia no son características de las enseñanzas islámicas. PBNU también expresó sus condolencias a las familias de las víctimas y apoyó plenamente los pasos de las fuerzas de seguridad que investigan los incidentes.[28]
- El presidente del Ejecutivo Central de Muhammadiyah , Haedar Nasir , condenó, criticó y deploró los atentados suicidas en la iglesia de Surabaya.
- En un comunicado de prensa, el Partido Democrático de Lucha de Indonesia ( PDI-P ) expresó su profundo pesar por las víctimas del terrorismo que se produjeron en el Cuartel General del Comando de la Brigada Móvil de Surabaya. PDI-P dijo que el estado está obligado a proteger a las personas y tiene derecho a utilizar todos los instrumentos estatales para combatir el terrorismo.[29]
- El Partai Gerakan Indonesia Raya (Partido Gerindra) a través de su cuenta de Twitter condenó la acción de los bombardeos en las iglesias en Surabaya y todas las formas de terror que ocurrieron en cualquier lugar. El Partido Gerindra solicitó a las fuerzas de seguridad y la policía que investiguen a fondo los actos de terror y violencia que ocurrieron para que eventos como este puedan evitarse y no vuelvan a ocurrir.[30]
- El vicesecretario general del Partido Demócrata , Andi Arief , a través de su cuenta oficial condenó enérgicamente la indignación de los atentados ocurridos en las iglesias de Surabaya y se entristeció profundamente, lamentando a las víctimas inocentes.[31]
- El presidente de la facción del Partido Unido para el Desarrollo (PPP), Reni Marlinawati, dijo que la evacuación y el rescate de las víctimas es la principal prioridad del aparato de seguridad y que el público es una prioridad.[32]

#### Seguridad
- El alcalde de Surabaya , Tri Rismaharini , canceló el evento anual del Festival Rujak Uleg en Jalan Kembang Jepun en el marco del cumpleaños de la ciudad de Surabaya, que estaba previsto que se celebre el 13 de mayo al mediodía. Esta cancelación se basó en consideraciones de seguridad de la policía.[33]
- El jefe de la policía metropolitana de Yakarta , el inspector general Idham Azis, emitió un telegrama secreto sobre la condición de la seguridad y el orden público después del incidente con las bombas de Surabaya el mismo día. En el telegrama secreto declaraba (el 13 de mayo de 2018 a las 08.00 a. m.) el estado de alerta de todos los sistemas de Metro de Java.[34]
- La policía de Bali reforzó la seguridad en la ciudad especialmente en las iglesias. La policía ofreció personal de Ditsabhara y Brimob y horarios de patrulla.[35]
- Los Estados Unidos, Gran Bretaña, Australia, Singapur, Hong Kong, Países Bajos y Bélgica emitieron advertencias de viaje a Indonesia tras los ataques ocurridos. Estos países advirtieron a sus ciudadanos en Indonesia que mantengan actualizada la información a través de los medios locales y que aun busquen lugares seguros para esconderse.[36][37][38] El Ministerio de Relaciones Exteriores de Australia también advirtió sobre los ataques posteriores durante el Ramadán.

### Internacional
- Panamá: El gobierno de Panamá condenó los atentados y expreso su solidaridad con más víctimas a través del Ministerio de Relaciones Exteriores.[39]
- México: El gobierno mexicano condenó los atentados y expreso sus condolencias a las familias de las víctimas.[40]
- Australia: El primer ministro australiano Malcom Turnbull condenó los ataques y expresó su solidaridad en la lucha contra el terrorismo.[41]
- España: España condenó los atentados y expreso su solidaridad y apoyo a Indonesia en la lucha contra el terrorismo.[42]
- Santa Sede: El papa Francisco condenó los atentados y rezó por las víctimas frente a la Plaza de San Pedro.[43]
- Organización de las Naciones Unidas: El secretario general de la ONU, Antonio Guterres condenó los atentado y envió su solidaridad con las familias de las víctimas. Además, mostró su consternación por el uso de niños en atentados suicidas.[44]
- Argentina: El gobierno argentino condenó enérgicamente los ataques y expreso sus condolencias con el pueblo indonesio.[45]